# Foresta costiera a mosaico di Zanzibar-Inhambane meridionale
La foresta costiera a mosaico di Zanzibar-Inhambane meridionale è un'ecoregione caratterizzata da una foresta tropicale di latifoglie che si trova in Africa orientale (codice ecoregione: AT0128 ). Si tratta di un adattamento meridionale alla foresta costiera a mosaico di Zanzibar-Inhambane settentrionale insieme con la quale forma la regione chiamata foreste costiere dell'Africa orientale facente parte della lista Global 200 delle ecoregioni prioritarie per la conservazione.

## Descrizione
L'ecoregione si estende per 144.800 km² lungo la costa della Tanzania e del Mozambico, dal fiume Lukuledi in Tanzania quasi ininterrottamente verso sud fino alla foce del fiume Changanem in prossimità del Limpopo. Sono compresi in questa stessa ecoregione anche alcune porzioni montagnose dell'occidente mozambicano, del Malawi e dello Zimbabwe, oltre a alcune isole mozambicane. L'ecoregione ospita habitat di foresta, savana e palude. L'area si trova in posizione di ombra pluviometrica rispetto al Madagascar, quindi riceve una quantità minore di precipitazioni che la porzione settentrionale della stessa foresta.
L'ecoregione è delimitata a est dall'Oceano indiano, a nord prosegue nella foresta costiera a mosaico di Zanzibar-Inhambane settentrionale. Si trasforma in praterie più secche in direzione occidentale – i boschi di miombo orientale nella porzione settentrionale, la savana alberata a mopane dello Zambesi nella porzione centrale, e i boschi di miombo meridionali nella porzione meridionale. A sud, prosegue con la foresta costiera a mosaico del Maputaland.

## Flora
La vegetazione è un mosaico di savana alberata, bosco, arbusteto, paludi e vegetazione litorale. In alcune baie protette e in prossimità delle foci dei fiumi, si trasforma gradatamente in mangrovia.

## Fauna
La biodiversità dell'ecoregione è poco conosciuta a causa del perdurare della guerra civile in Mozambico.

## Endemismi
Si conosce una specie di mammifero endemico, lo scoiattolo Paraxerus vincenti, che abita esclusivamente il Monte Namuli, in Mozambico.
Inoltre, ci sono 18 specie endemiche di rettili, e una di anfibi: il rospo Stephopaedes loveridgei.

## Stato di conservazione

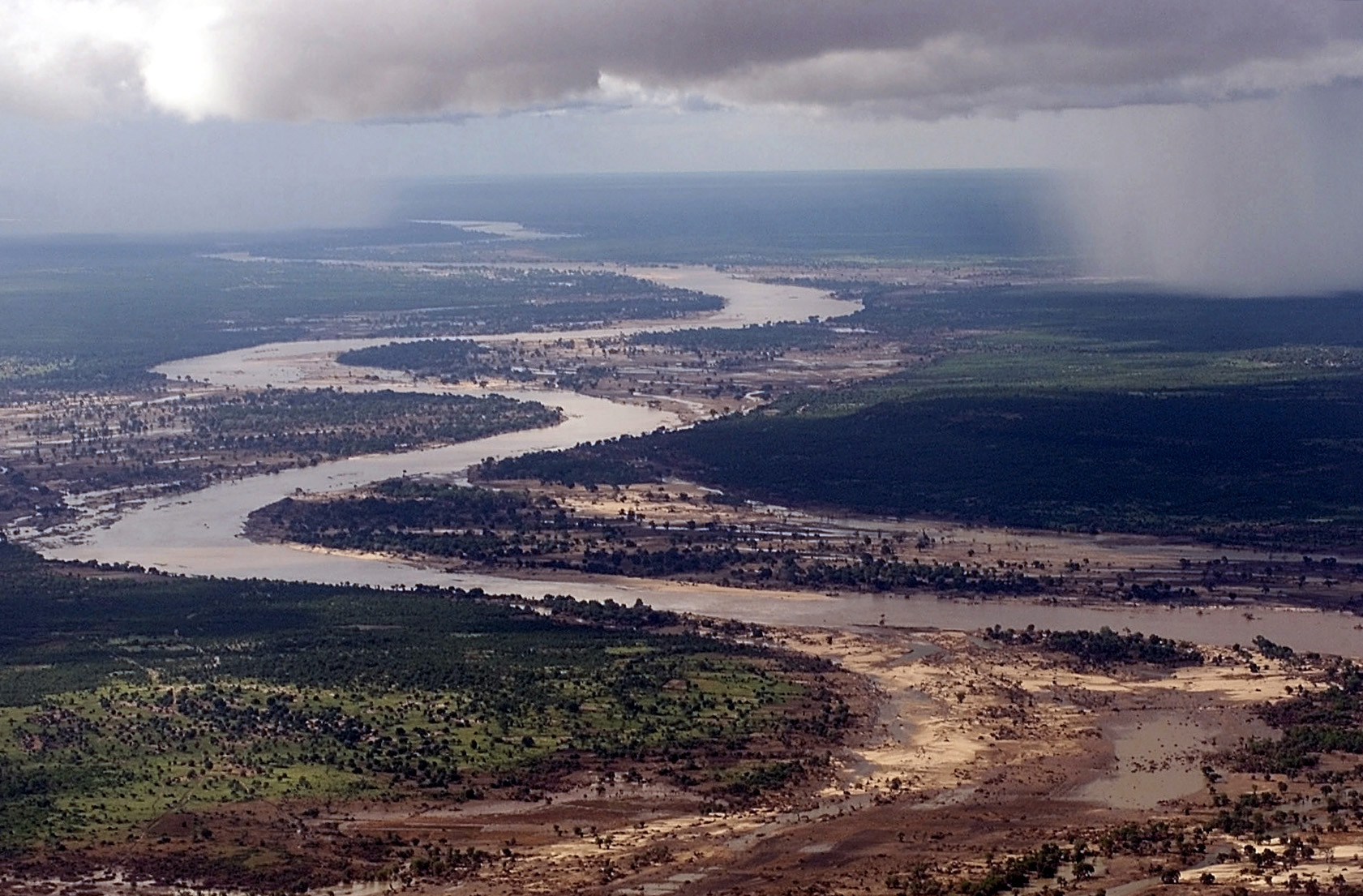
l fiume Limpopo attraversa la regione

In pericolo critico. La principale minaccia è costituita dalla sparizione dei boschi, destinati all'estrazione del legno e all'agricoltura.